# Costel Burțilă
Pas d'image ? Cliquez ici

a Compétitions nationales et continentales officielles uniquement.

b Matchs officiels uniquement.
Dernière mise à jour le 30 août 2024.
Costel Burțilă, né le 14 juillet 1991, est un joueur roumain de rugby à XV qui évolue au poste de pilier.

## Biographie
Costel Burtila débute le rugby à l'âge de 15 ans, au sein du CSR Pașcani. Il y joue quelque temps, puis arrête. Il reprend le rugby à 18 ans, au sein Siromex Baia Mare, avec qui il remporte le titre national des moins de 19 ans. Il passe ensuite avec l'équipe sénior, qui évolue en deuxième division roumaine. Mais celle-ci est rapidement dissoue. Il rebondit alors au CSU Arad, où il joue pendant un peu plus d'une saison. Il cherche ensuite un contrat en France, et rejoint le Stade Rodez, en Fédérale 1.
Il va réussir à s'installer en Fédérale 1. Après trois saisons à Rodez, il rejoint l'US Cognac. Il ne reste qu'un an à Cognac, avant de jouer deux saisons à l'AS Lavaur, puis une saison au SA Trélissac. En 2019, il rejoint le RC Hyères Carqueiranne La Crau.
En 2020, il découvre la sélection nationale. De retour de blessure, il est convoqué pour rejoindre l'équipe pour jouer face au Portugal, et sera sélectionné à trois reprises cette année-là. Il va dès lors devenir un joueur régulier de la sélection, décrochant quatre nouvelles sélections l'année suivante et participant à la qualification de son pays pour la Coupe du monde 2023.

## Statistiques

### En sélection
| Année | Compétition | Matchs | Points | Essais | Transf. | Drops | Pénal. |
| ----- | ----------- | ------ | ------ | ------ | ------- | ----- | ------ |
| 2020  | REC         | 3      | -      | -      | -       | -     | -      |
| 2021  | REC         | 3      | -      | -      | -       | -     | -      |
| 2021  | Test        | 1      | -      | -      | -       | -     | -      |
| 2022  | REC         | 2      | -      | -      | -       | -     | -      |
| Total | Total       | 9      | -      | -      | -       | -     | -      |